# Mario García (actor)
Mario García González (Madrid, 14 de agosto de 1997) es un actor español, conocido por interpretar el papel de Samuel Ribero en la telenovela Dos vidas y a Salvador en la telenovela La Promesa.

## Biografía
Mario García nació el 14 de agosto de 1997 en Madrid (España), es originario de Leganés y además de actuar también se dedica al teatro.

## Carrera
Mario García realizó un curso de acrobacia y esgrima y un curso de interpretación con Luna del Ejido. Luego siguió la expresión corporal con Helena Ferrari y practicó el verso con Chelo García. Siguió técnica vocal y expresión oral con Ernesto Arias y Vicente León y técnicas interpretativas con Nuria Alkorta y Charo Amador. Se licenció en teatro por la ESAD.
En 2013 protagonizó el cortometraje TDK dirigido por Marco Huertas. en 2017 protagonizó la película Como la espuma dirigida por Roberto Pérez Toledo. Al año siguiente, en 2018, protagonizó el cortometraje En las malas dirigido por Javier Hervás. En 2019 se unió al elenco de la serie web De Venus a Marte. En 2020 y 2021 formó parte del elenco de la telenovela emitida en Antena 3 Amar es para siempre, en el papel de Tito. En 2020 actúa y dirige el cortometraje Tiempo al tiempo.
En 2021 y 2022 fue elegido para interpretar el papel de Samuel Ribero en la telenovela emitida en La 1 Dos vidas y donde actuó junto a actores como Laura Ledesma, Cristina de Inza, Oliver Ruano, Aída de la Cruz, Miguel Brocca y Gloria Camila Ortega. En 2022 formó parte del elenco de la serie web de Netflix Los pacientes del doctor García. Al año siguiente, en 2023, se unió al elenco de la telenovela transmitida por La 1 La promesa, en el papel de Salvador Romea.

## Filmografía

### Cine
| Año  | Título         | Personaje            | Director             |
| ---- | -------------- | -------------------- | -------------------- |
| 2017 | Como la espuma | Invitado a la fiesta | Roberto Pérez Toledo |

### Televisión
| Año             | Título                          | Personaje          | Cadeña         | Notas         |
| --------------- | ------------------------------- | ------------------ | -------------- | ------------- |
| 2020 - 2021     | Amar es para siempre            | Tito Martín-Cuesta | Antena 3       | 48 episodios  |
| 2021 - 2022     | Dos vidas                       | Samuel Ribero      | La 1           | 255 episodios |
| 2023 - presente | La promesa                      | Salvador Romea     | La 1           | ¿? episodios  |
| 2023            | Los pacientes del doctor García |                    | La 1 y Netflix | 1 episodio    |

### Web TV
| Año  | Título           | Plataforma | Notas |
| ---- | ---------------- | ---------- | ----- |
| 2019 | De Venus a Marte |            |       |

### Cortometrajes
| Año  | Título           | Personaje    | Director      |
| ---- | ---------------- | ------------ | ------------- |
| 2013 | TDK              | Boy 2        | Marco Huertas |
| 2018 | En las malas     |              | Javier Hervás |
| 2020 | Tiempo al tiempo | Mario García |               |

## Teatro
| Título                   | Director         |
| ------------------------ | ---------------- |
| Hado y divisa            | Nuria Alkorta    |
| Osadía                   | Patricia Sevilla |
| Ángel bien herido        | Vanessa García   |
| La vida es sueño         | Nuria Alkorta    |
| Antígona                 | Charo Amador     |
| Las tres hermanas        | Nuria Alkorta    |
| Tres sombreros de copa   | Nuria Alkorta    |
| Feliz y cornudo          |                  |
| Aniversario              | Rafael Sánchez   |
| Escenas inconexas        | Concha Gómez     |
| La venganza de Don Mendo | Concha Gómez     |